# Bellengreville (Seine-Maritime)
Bellengreville is een gemeente in het Franse departement Seine-Maritime (regio Normandië). De gemeente telt 397 inwoners (1999). De plaats maakt deel uit van het arrondissement Dieppe.

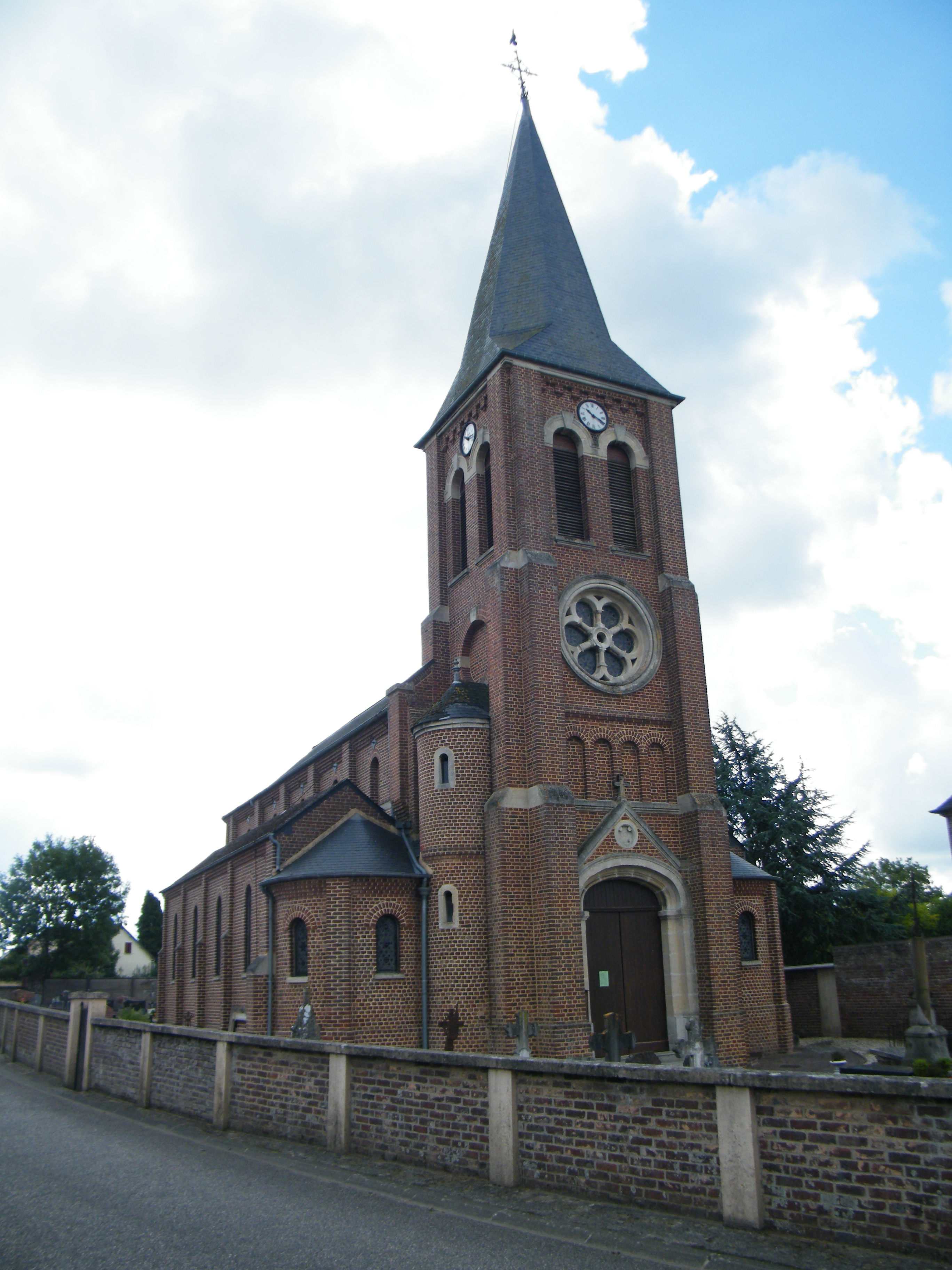
Église Saint-Germain

## Geschiedenis
Oude vermeldingen van de plaats gaan terug tot de 12de eeuw als Berengarivilla. De 18de-eeuwse Cassinikaart toont hier het dorp Bellengreville.
Op het eind van het ancien régime eind 18de eeuw, toen de gemeenten werden gecreëerd, werd Bellengreville een gemeente. In 1822 werden de buurgemeenten Saint-Sulpice-de-Bellengreville en Inerville opgeheven en aangehecht bij Bellengreville.

## Geografie
De oppervlakte van Bellengreville bedraagt 7,6 km², de bevolkingsdichtheid is 52,2 inwoners per km². Door de gemeente stroomt de Eaulne.
In het noorden van de gemeente ligt het gehucht Breuilly. In het oosten ligt Saint-Sulpice-de-Bellengreville. In het zuiden ligt het kleine gehuchtje Inerville.
De onderstaande kaart toont de ligging van Bellengreville (Seine-Maritime) met de belangrijkste infrastructuur en aangrenzende gemeenten.

## Bezienswaardigheden
- De Église Saint-Germain

## Demografie
Onderstaande figuur toont het verloop van het inwonertal (bron: INSEE-tellingen).